# 西尼亞瓦 (羅基特涅區)
49°39′24″N 30°28′10″E / 49.65667°N 30.46944°E

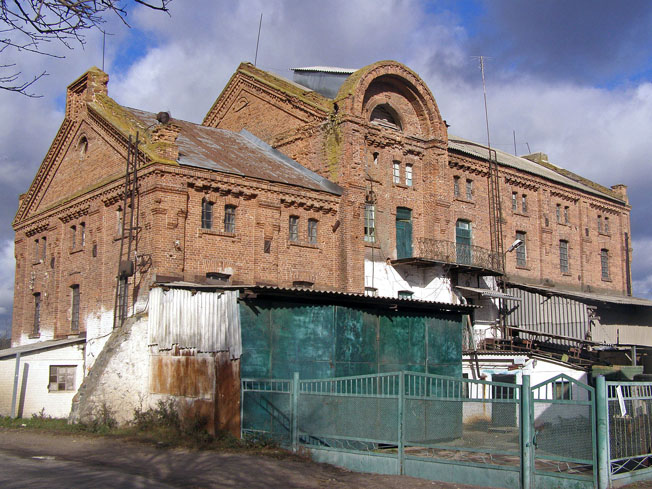

西尼亞瓦（烏克蘭語：Синява）是位於烏克蘭北部的村莊，由基辅州白采爾克瓦區的羅基特內市鎮負責管轄。該村始建於1550年，面積70平方公里，海拔高度138米，2001年人口3,603，人口密度每平方公里51.5人。